# Milesia pulchra
Milesia pulchra är en tvåvingeart som beskrevs av Samuel Wendell Williston  1892. Milesia pulchra ingår i släktet Milesia och familjen blomflugor.
Artens utbredningsområde är Guatemala. Inga underarter finns listade i Catalogue of Life.